# KDA
Kris Di Angelis, mais conhecido por seu nome artístico KDA, é um produtor musical de house music e DJ de Londres. Ele ficou conhecido por ter lançado "Rumble", que foi lançada pela primeira vez através da Ministry of Sound, sendo posteriormente retrabalhada com vocais de Tinie Tempah e Katy B e renomeada "Turn the Music Louder (Rumble)".

## Carreira

### 2015–presente: Reconhecimento
Em 16 de outubro de 2015, KDA lança seu single de estreia "Turn the Music Louder (Rumble)", contendo participação de Tinie Tempah e Katy B. A canção estreou no programa de rádio 'Hottest Record in the World', de Annie Mac, em 2 de setembro de 2015, e se tornou a BBC Radio 1's Track of the Day em 30 de setembro de 2015. Em 19 de outubro de 2015 a canção liderou a atualização prévia da principal tabela musical do Reino Unido. Em 23 de outubro de 2015, a canção atingiu a primeira colocação da UK Singles Chart, sendo este o primeiro single número um de KDA e Katy B e o sétimo de Tinie Tempah. 'Turn the Music Louder (Rumble)' recebeu certificado de Prata por obter mais de 300 mil unidades eqivalentes.

## Discografia

### Singles
| "Rumble"                                                                               | 2015 | —  | —  | —  | —  |             | Single sem álbum |
| "Turn the Music Louder (Rumble)" (com Tinie Tempah e Katy B)                           | 2015 | 1  | —1 | 55 | 2  | - BPI: Ouro | Honey e Youth    |
| "Just Say" (com Tinashe)                                                               | 2016 | 88 | —2 | —  | 49 |             | Single sem álbum |
| "—" indica uma obra que não entrou na tabela musical ou não foi lançada no território. |      |    |    |    |    |             |                  |